# 葛羅姆布里吉1830
葛羅姆布里吉1830是在大熊座內的一顆恆星。

## 敘述
它是顆淡黃色的G8次矮星，史蒂芬·葛羅姆布里吉在1806年至1830年使用格魯姆布里奇子午儀發現，並在1838年發表在他身後出版的拱極星目錄中。在1842年，弗里德里希·阿格蘭德注意到它的高自行。
它與太陽系的地球相距29.7光年，意味著他的絕對星等幾乎就等於視星等。它是在銀暈內的恆星，在太陽附近只有0.1%至0.2%這樣的恆星。像大多數的暈星一樣，他是貧金屬星 。
因為有175天的周期，曾一度懷疑它是聯星，但迄今認為它是單獨的一顆恆星。過去被懷疑的伴侶應是觀測上的“超級閃焰”——類似太陽的閃焰，但是能量高達數億倍。

## 自行
當發現它有比任何其他恆星更高的自行時，它取代了天鵝座61的地位。稍後因發現卡普坦星降至第二，不久又因發現巴納德星再降至第三。它比前述的恆星都遠，這意味著它有著較大的橫向速度。
實際上太陽的運動是隨著銀河繞著中心在迴轉，然而像葛羅姆布里吉1830這一類的暈星不會隨著銀河旋轉而是“靜止”的，因此使其看似是以高速在“逆行”。

## 外部連結
- Israelian, Garik; Rebolo, Rafael;  et al. . Astrophysical Journal. 1998, 507 (2): 805. Bibcode:1998ApJ...507..805I. arXiv:astro-ph/9806235 . doi:10.1086/306351.
- SolStation.com: Groombridge 1830 （页面存档备份，存于）

### 高自行的發現
- AN 19 (1842) 393/394 （页面存档备份，存于） (in German)
- AN 20 (1843) 163/164 （页面存档备份，存于） (in German)
- AN 20 (1843) 279/280 （页面存档备份，存于）